# Buddy Guy’s Legends

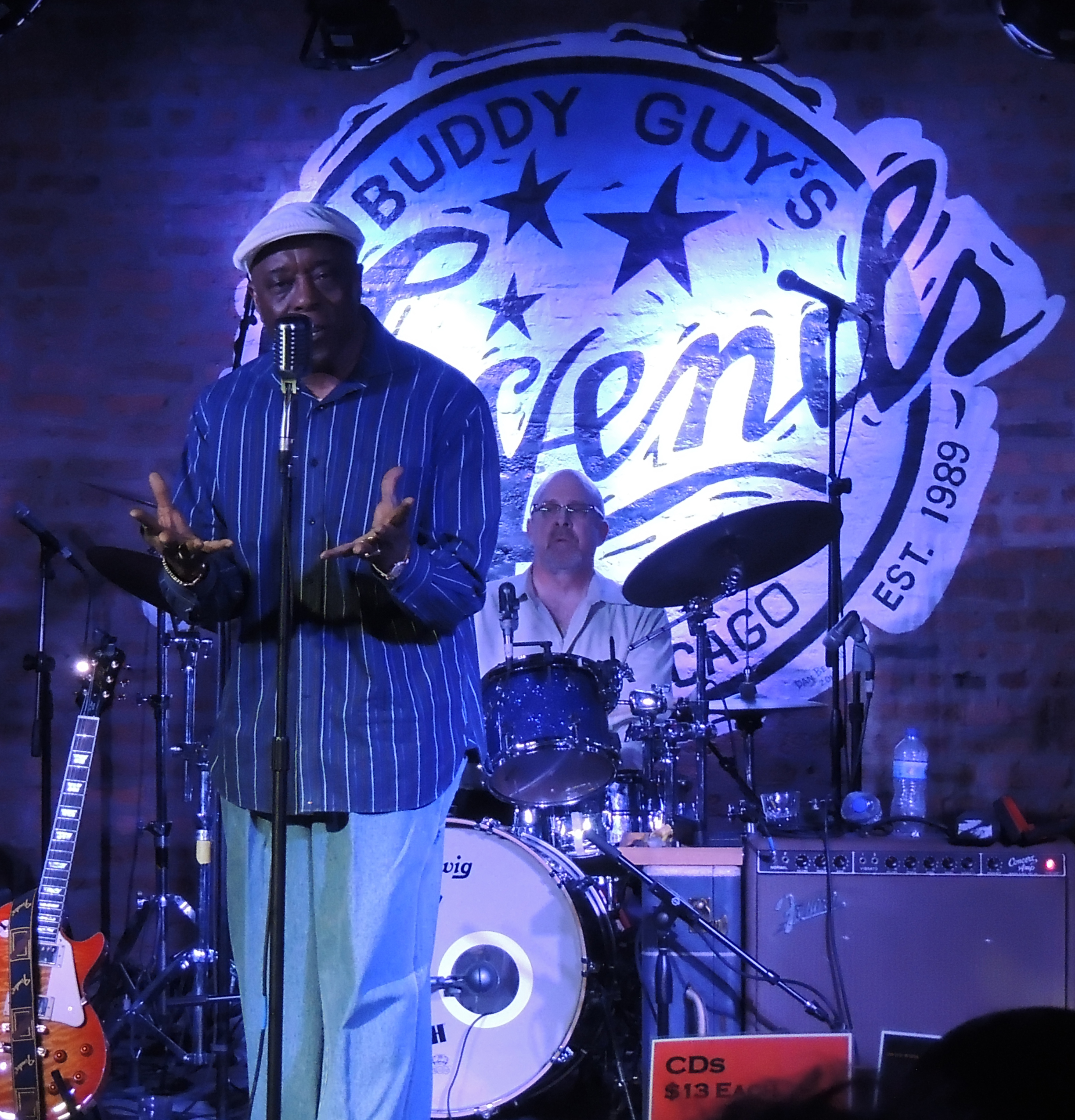
Buddy Guy in seinem Klub (2013)

Buddy Guy’s Legends ist ein Blues-Club in Chicago, Illinois, der sich seit 2010 in 700 S. Wabash Avenue befindet.

## Geschichte
Die Spielstätte wurde im Jahr 1989 in der Southern Loop (754 S. Wabash Avenue) eröffnet und wirbt für den Erhalt der in der Stadt allmählich verschwindenden Blues-Szene. Dort finden täglich Konzerte statt. Von Sonntag bis Donnerstag spielen lokale Bands, freitags und samstags internationale Acts: Neben Buddy Guy, der auch Gründer und Inhaber des Klubs ist, traten hier Junior Wells, Stevie Ray Vaughan, Van Morrison, Albert Collins, Bo Diddley, Greg Allman oder The Pointer Sisters auf. Auch die Rolling Stones besuchten den Club – als Zuhörer. Seit 2013 überträgt Buddy Guy’s Legends auch vollständige Konzerte als Livestream.